# Erich Kunter
Erich Kunter (* 29. Januar 1898 in Barmen; † 13. Februar 1982 in Freiburg im Breisgau) war ein deutscher Schriftsteller.

## Leben
Der Sohn des Buchdruckers und Steindruckereileiters Hugo Kunter besuchte wegen häufigen Wohnungswechsels der Familie Realschulen in Leipzig, Hannover, Magdeburg und schließlich Heilbronn, wo er die Oberrealschule 1916 abschloss. In die Zeit seiner Buchhändlerlehre bis 1919 fielen erste lyrische Versuche. Der Weltkrieg, der Kriegstod des Bruder Hugo und die Novemberrevolution lösten sein Engagement für die Arbeiterbewegung und seine entschiedene Kriegsgegnerschaft aus. Er wurde freier Schriftsteller, Lyriker, Buchhändler und Verleger in Heilbronn. Von 1924 bis 1933 war er Verleger und Herausgeber der kulturpolitischen Zeitschriften Weg und Wende und Die Arche.
1926 unternahm er eine Studienreise mit anderen Autoren nach Polen und knüpfte Kontakte zu jungen polnischen Autoren. In Heilbronn lebte er bis zu seinem Umzug 1928 nach Klosterreichenbach im Schwarzwald. Am 16. August 1928 heiratete er Maria Brunner (1904–1982). Sie hatten vier Kinder: Gerrit (1927–1934), Georg (* 1929), Erika (* 1935), Eva (* 1950).
1930 lebte er in Riedenberg bei Stuttgart. 1930 trat er der KPD bei, für die er die Kulturarbeit organisierte. 1932 wohnte er wieder in Klosterreichenbach. Nach der nationalsozialistischen Machtergreifung erschienen März bis Mai 1933 noch drei Ausgaben des Projekts Weg und Wende, bis er im Juni 1933 verhaftet wurde. Wegen „Kulturbolschewismus“ wurde er in „Schutzhaft“ genommen. Zuerst war Kunter im KZ Heuberg bei Stetten am kalten Markt inhaftiert. Nach der Auflösung des KZ Heuberg wurde er nach eigener Aussage am 25. Dezember 1933 in das Ende November 1933 gegründete KZ Oberer Kuhberg überführt.
Als im Januar 1934 der ältere Sohn starb, verweigerte man dem Vater die Teilnahme an der Beerdigung. Im Juli 1934 wurde er entlassen, zog 1936 nach Stuttgart und 1938 nach Gerlingen. Die Zeit des Nationalsozialismus überlebte er mit dem Schreiben unpolitischer Romane. Er traf sich mit Gleichgesinnten, engagierte sich im Widerstand, unterstützte Gefährdete bei der Flucht über die tschechische Grenze und jüdische Mitbürger bei der Emigration, bspw. seinen Stuttgarter Zahnarzt Eisack. Zwangsarbeiter versorgte er mit Esswaren. Im Krieg als „wehrunwürdig“ erklärt, wurde er zur Arbeit am Kreisfinanzamt „kriegsdienstverpflichtet“. Die Ehefrau Maria wurde zur Rüstungsindustrie herangezogen, aber wegen „Unanstelligkeit“ wieder nach Hause geschickt und zur zwangsweisen Heimarbeit verpflichtet. Kurz vor Kriegsende nahm die Familie einen Deserteur auf und versteckte den Sohn vor der Einberufung. Kunter nahm mit den einmarschierenden französischen Truppen Kontakt auf und wurde zum ersten kommissarischen Bürgermeister Gerlingens, später Verantwortlichen des Gemeinderats für Kultur und Bildung, eingesetzt. Er beteiligte sich am Aufbau der Gemeindeverwaltung und organisierte die Versorgung der Bevölkerung. In Stuttgart wurde er Mitglied des Landesausschusses der Antifaschisten. Im Herbst 1945 entstand sein wichtigstes Buch: Weltreise nach Dachau, das in Romanform die tatsächlichen Erlebnisse des KZ-Häftlings Max Wittmann verarbeitet.
Von 1946 bis 1962 lebte Kunter in Ludwigsburg. 1946 wurde er Kulturreferent beim Landrat im Landkreis Ludwigsburg und Leiter des Kreiskulturamtes. Er kandidierte für die KPD bei den Kreistagswahlen. Im Sommer 1949 immatrikulierte sich sein Sohn an einer ostdeutschen Universität und blieb in der DDR. Die politischen Ereignisse 1953 und 1956 verstärkten seine Zweifel an den Entwicklungen im „Realsozialismus“.
1961 ging Erich Kunter in den Ruhestand und litt unter physischen wie psychischen Belastungen. Von 1962 bis 1970 lebte er in Sulzbach am Kocher, von 1970 bis zu seinem Tod in Nürtingen-Roßdorf. 1971 gehörte er zu den Gründungsmitgliedern des Kuratoriums KZ Oberer Kuhberg (Ulm).
Erich Kunter starb am 13. Februar 1982 in Freiburg. Auf den Tag genau einen Monat später starb seine Frau Maria in Nürtingen.

## Werke
- Mein Blut. Verse. Stuttgart-Cannstatt 1919
- Aus Blut und Geist. Verse. Leipzig [1923]
- (Hrsg. mit Anton Krauße): Phantasus. Eine Lese aus Gestern und Morgen. Heilbronn. 1924
- Wir. Eine Sammlung moderner Lyrik. Heilbronn 1924
- (Hrsg.): Weg und Wende. Zeitschrift. Heilbronn bzw. Klosterreichenbach (Verlag Die Arche) 1924–1933
- Das Gelbe Buch. Heilbronn 1925
- (Hrsg.): Jahrbuch deutscher Lyrik 1925. Heilbronn [1925]
- (Hrsg.): „Wir Jungen“. Gedichte unserer Zeit. Eine Anthologie. Heilbronn [1927]
- Im Atem der Welt. Gedichte. Heilbronn 1927
- Die Kokainmühle. Roman. 1930
- Der Theatergraf. Roman. 1930
- Die Quelle des Glücks. 1931, Leipzig 1933
- Das goldene Herz und andere kleine Erzählungen. Rastatt 1932
- Lebendiger Alltag. Neue Erzählungen. 1932
- Die Arie des Todes. Roman. 1933
- Herz ohne Heimat. Heidenau [1936]
- Die Todesarie. Hamburg 1938
- Verhängnis im fremden Haus. Roman. Dresden 1938, Salzburg [1949]
- „… und die Liebe lenkt!“ Roman. Leipzig 1938
- Drauf und dran mit Götz von Berlichingen. Eine Erzählung für Knaben. Reutlingen 1940
- Weltreise nach Dachau. Ein Tatsachenbericht nach den Erlebnissen des Weltreisenden und ehemaligen politischen Häftlings Max Wittmann. Aufgezeichnet von Erich Kunter. Stuttgart-Botnang 1946, Bad Wildbad 1947
- Verhängnis im fremden Haus. Berchtesgaden-Untersalzberg [1948]
- Die Frau mit den dreieinhalb Töchtern. Berchtesgaden-Untersalzberg [1948]
- Kerner, Justinus. Trost in der Dichtung. Lorch/Württ. 1948
- Der Ritter mit der eisernen Hand. Reutlingen [1951]
- Kunst im Kreis Ludwigsburg. Kulturabt. d. Landratsamt Ludwigsburg 1952
- Das Süddeutsche Kammerorchester spielt in Landkreisen. Landratsamt Ludwigsburg 1957